# Neosisyphus rubripes
Neosisyphus rubripes là một loài bọ cánh cứng trong họ Bọ hung (Scarabaeidae).